# Nücheler See
Der Nücheler See ist ein im Nordosten der Gemeinde Malente im schleswig-holsteinischen Kreis Ostholstein gelegenes Gewässer, das sich dort südlich der namensgebenden Ortschaft Nüchel befindet.

## Topographie
Der gleichförmig runde See auf einer Höhe von ungefähr 30 m ü. NN hat eine Länge von 560 Meter sowie eine Breite von 340 Meter und eine sich daraus ergebende Wasseroberfläche von 8,4 Hektar. An seiner tiefsten Stelle beträgt die Wassertiefe 5 Meter; die mittlere Tiefe beträgt 2,5 Meter.

## Geographie
Der Nücheler See gliedert sich in die Holsteinische Schweiz mit der für sie typischen Moränenlandschaft ein, in der auch die nächstgelegenen Ortschaften Nüchel und Sagau liegen, wobei letztere in der Malenter Nachbargemeinde Kasseedorf liegt. Der See liegt nordöstlich des Ukleisees, der durch den Abfluss des Nücheler Sees, den Nücheler Graben, mit diesem über den Lebebensee verbunden ist. Dank des Nücheler Grabens ist der See auch Teil des Flusssystems der Schwentine, da dieser über den Ukleisee in den Kellersee fließt.

## Ufer
Das Ufer ist durch einen am See vorbeiführenden Wanderweg erschlossen, wodurch er auch von Anglern und Wassersportlern genutzt wird; hierbei stellt eine Badestelle mit Steg die einzige Bebauung am Ufer dar, das sonst durch Uferpflanzen wie Gras, Schilf, und diverse Sträucher bewachsen ist und direkt in den durch Laubbäume dominierten Mischwald übergeht.

## Artenreichtum und Fischerei
Der See gilt als fischreich, da er Lebensraum vieler mitteleuropäischen Fischarten wie Rotfeder, Barsch, Hecht, Karpfen, Brasse, Rotauge, Schleie und Aal ist; dies führt dazu, dass der See beliebt bei Anglern ist, die von der örtlichen Infrastruktur des Wanderwegenetzes und des dort befindlichen Steges profitieren. Der See wird aufgrund dieses Fischreichtums auch professionell durch die Fischerei Schwarten, die sich am Kellersee befindet, bewirtschaft, wobei auch Gastanglern durch Angelkarten die Möglichkeit gegeben wird, den See zu nutzen; hierbei ist auch das Nachtangeln erlaubt.